# Henry Zaga
 (septembre 2017).
Si vous disposez d'ouvrages ou d'articles de référence ou si vous connaissez des sites web de qualité traitant du thème abordé ici, merci de compléter l'article en donnant les références utiles à sa vérifiabilité et en les liant à la section « Notes et références ».
Henrique Chagas Moniz de Aragão Gonzaga, né le 30 avril 1993 à Brasilia, est acteur et mannequin brésilien.

## Biographie
Zaga est né à Brasilia, capitale du Brésil, fils d'Admar Gonzaga et Sônia Gontijo. Son père est d'origine italienne et portugaise, et sa mère est d'origine espagnole et amérindienne.

## Filmographie

### Cinéma
- 2015 : The Wing de Assaad Yacoub (court métrage) : Christopher
- 2016 : XOXO : Carpe Diem de Christopher Louie : Jordan
- 2017 : Angie X d'Angie Wang : Donnie
- 2017 : The Detained de Blair Hayes : Barrett Newman
- 2017 : Cherry Pop de Assaad Yacoub : Brendan
- 2020 : Les Nouveaux Mutants (New Mutants) de Josh Boone :  Roberto « Bobby » Da Costa / S'olar
- 2022 : Par-delà l'univers (Depois do universo) de Diego Freitas : Gabriel
- 2024 : Le Ministère de la Sale Guerre (The Ministry of Ungentlemanly Warfare) de Guy Ritchie : le capitaine Binea
- 2024 : Queer de Luca Guadagnino : Winston Moor
- 2025 : Warfare de Ray Mendoza et Alex Garland : Aaron

### Télévision
- 2015 : Les Mystères de Laura (The Mysteries of Laura) (série télévisée) (saison 1, épisode 18) : Theo Barnett
- 2015-2016 : Teen Wolf (série télévisée) (saison 5) : Josh Diaz
- 2017 : 13 Reasons Why (série télévisée) (saison 1, 4 épisodes) : Brad
- 2019 : Looking for Alaska (mini-série) : Jake
- 2019-2020 : Trinkets (série télévisée) : Luka Novak
- 2020-2021 : Le Fléau (The Stand) (mini-série) : Nick Andros[1]
- 2023 : Nancy Drew (série télévisée) (saison 4) : Tristan

### Clip
- 2018 : Curious de Hayley Kiyoko, réalisé par Hayley Kiyoko et James Larese : le nouveau fiancé
- 2022 : Logo, Logo de Gustavo Bertoni, réalisé par Luisa Dalé Silva : lui
- 2022 :  Depois do universo de Giulia Be, réalisé par Diego Freitas